# Wild Wild West
Wild Wild West (titulada Las aventuras de Jim West en Hispanoamérica), es una película estadounidense de 1999 dirigida por Barry Sonnenfeld y basada en la serie televisiva de los años 60 The Wild Wild West. Es un wéstern de estética steampunk con elementos de acción, comedia y aventuras.
Está protagonizada por Will Smith (en su segunda colaboración con Sonnenfeld después de Hombres de negro) y Kevin Kline (en un doble papel) como dos agentes del gobierno estadounidense que deben proteger al país de una peligrosa amenaza en la época del viejo Oeste. También forman parte del reparto Kenneth Branagh, Salma Hayek, Ted Levine y M. Emmet Walsh. La banda sonora está compuesta por Elmer Bernstein y los efectos visuales fueron realizados por Industrial Light & Magic.
La película fue distribuida por Warner Bros. Pictures y tuvo un presupuesto de 170 millones de dólares, lo que la convirtió en una de las películas más costosas ajustadas por inflación de la historia en el momento de su estreno. Recaudó 113,8 millones de dólares en Estados Unidos y 108,3 millones en el resto del mundo, haciendo una recaudación total de 222,1 millones, lo que se consideró un fracaso de taquilla. Recibió críticas mayoritariamente negativas y fue nominada a ocho premios Golden Raspberry, de los cuales ganó cinco.

## Argumento
En 1869, cuatro años después del fin de la Guerra de Secesión, el capitán James "Jim" T. West, del Ejército de los Estados Unidos, y el marshal Artemus Gordon, un ingenioso inventor y maestro del disfraz, persiguen por separado al general "Bloodbath" McGrath, un exconfederado responsable de una matanza en New Liberty en la que los padres de West fueron asesinados. En Washington D. C., ambos se reúnen en la Casa Blanca con el presidente Ulysses S. Grant, que les informa de la misteriosa desaparición de varios de los científicos más importantes del país y les encarga la misión de encontrarlos antes de una semana, cuando tendrá lugar la inauguración del primer ferrocarril transcontinental en Promontory (Utah).
A bordo del tren The Wanderer, equipado con varios de los inventos de Gordon, éste y West examinan la cabeza decapitada del científico Thaddeus Morton y encuentran una pista que les lleva hasta Arliss Loveless, un antiguo oficial confederado que no tiene piernas y se desplaza en una silla de ruedas a vapor, y que es también un genio de la mecánica. West y Gordon se infiltran en la mansión de Loveless en Nueva Orleans durante una fiesta de disfraces, donde West ofende a una mujer al confundirla con Gordon disfrazado, mientras éste rescata a una mujer llamada Rita Escobar, hija de Guillermo Escobar, uno de los científicos desaparecidos. Por su inapropiado comportamiento, West está a punto de ser linchado, pero logra salvarse gracias a uno de los inventos de Gordon, una soga elástica, y termina huyendo junto a él y Rita.
Mientras tanto, Loveless se reúne con varios dignatarios extranjeros a los que hace una demostración de su nueva arma, un tanque a vapor, utilizando a los soldados de McGrath como blanco, lo que enfurece al general. Tras acusar a McGrath de "traición" por rendirse en Appomattox junto al general Lee, Loveless lo mata de un disparo con una pistola oculta en su silla. West, Gordon y Rita llegan al lugar de la masacre, donde West encuentra a un moribundo McGrath, que le revela que Loveless fue el verdadero responsable de la matanza en la que murieron sus padres. Loveless, por su parte, monta en su tren blindado y se dirige hacia Utah, seguido por Gordon, West y Rita a bordo de The Wanderer.
Usando sus avanzados dispositivos mecánicos, Loveless coloca su propio tren detrás de The Wanderer. West, haciendo uso de los inventos de Gordon, deshabilita el tren de Loveless, pero no antes de que Loveless utilice un cañón montado para detener el tren de Gordon. Rita, al tener miedo de ser capturada de nuevo por Loveless, libera accidentalmente gas somnífero, lo que hace que ella, Gordon y West pierdan el conocimiento. West y Gordon despiertan llevando unos extraños collares metálicos y encerrados en un pequeño perímetro delimitado únicamente por un cable colocado casi a nivel del suelo, y ven cómo Loveless se aleja a bordo de The Wanderer con Rita como prisionera, informándoles de sus intenciones de capturar al presidente Grant en Promontory Point. West, ignorando las advertencias de Gordon, cruza el cable, lo cual activa dos sierras de disco que giran atraídas por los collares magnéticos que ellos llevan puestos.
Después de una persecución a través de un maizal, los dos saltan a un pozo de barro para escapar de las sierras. Tras deshacerse de los collares, Gordon y West encuentran las vías privadas del tren de Loveless y las siguen hasta llegar a su complejo industrial, Spider Canyon. Allí descubren el arma definitiva de Loveless, una tarántula mecánica gigante equipada con ametralladoras Gatling, cañones de nitroglicerina y lanzallamas. Loveless, conduciendo la araña, captura al presidente Grant en la ceremonia de inauguración del ferrocarril en Promontory Point y también a Gordon, que intenta infructuosamente suplantar mediante un disfraz al Presidente, mientras que West es aparentemente asesinado de un disparo por una de las guardaespaldas de Loveless.
En su complejo industrial, un eufórico Loveless revela su plan: disolver los Estados Unidos y dividir su territorio entre los países que anteriormente lo poseían (Gran Bretaña, Francia, España y México), los nativos americanos y él mismo. Sin embargo, Grant se niega rotundamente a rendirse y entregar el país, por lo que Loveless ordena ejecutar a Gordon. Antes de que pueda hacerlo, es interrumpido por una bailarina de danza del vientre, que resulta ser West disfrazado, ya que sobrevivió al disparo gracias a una cota de malla que Gordon colocó bajo su chaqueta. Sin embargo, cuando el sostén de West revela ser un lanzallamas, la trama se descubre y Loveless escapa en su araña mecánica con Grant como rehén, aunque Gordon y los científicos son liberados. 
Loveless insiste en que Grant acepte sus exigencias, pero éste continúa negándose y Loveless reacciona destruyendo un pequeño pueblo. Mientras tanto, Gordon y West, utilizando una máquina voladora desarrollada por Gordon, alcanzan la araña, que bombardean con nitroglicerina, pero caen prisioneros de Loveless. Éste les ofrece a los dos la vida a cambio de trabajar para él, a lo que West lógicamente se niega. Loveless lo deja caer en la sala de máquinas para que muera peleando contra la tripulación de la araña, los cuales están todos equipados con extrañas prótesis metálicas. Después de que West venza a la tripulación, Loveless desciende a la sala de máquinas para enfrentarse a West personalmente, lo que permite a Gordon tomar el control de la araña. Loveless, haciendo uso de su silla de cuatro patas hidráulicas, está a punto de derrotar a West, pero Gordon lo rescata inhabilitando el sistema hidráulico de su silla. Mientras la araña se dirige hacia un precipicio, Loveless trata de matar a West con la misma arma que usó para matar a McGrath, pero el disparo alcanza la maquinaria de la araña, haciendo que se detenga al borde del precipicio. West y Loveless caen desde lo alto de la araña, pero West logra salvarse al sujetarse de una cadena que cuelga de la maquinaria, mientras que Loveless muere al caer al vacío.
En una nueva ceremonia de inauguración en Promontory Point, Grant nombra a Gordon y West como los dos primeros agentes de su recién creado Servicio Secreto. Después de que Grant parte hacia Washington en The Wanderer, West y Gordon se encuentran de nuevo con Rita, a la que ambos tratan de cortejar, pero ella les revela que no fue sincera con ellos, ya que el profesor Escobar no es su padre, sino su marido. La película termina con Gordon y West dirigiéndose hacia la puesta de sol a bordo de la araña mecánica.

## Reparto
- Will Smith – Capitán James "Jim" T. West
- Kevin Kline – U.S. Marshal Artemus "Artie" Gordon / Presidente Ulysses S. Grant
- Kenneth Branagh – Dr. Arliss Loveless
- Salma Hayek – Rita Escobar
- M. Emmet Walsh – Coleman
- Ted Levine – General "Bloodbath" McGrath
- Musetta Vander – Munitia
- Bai Ling – Miss Mai Lee East
- Sofia Eng – Miss Lippenreider
- Frederique van der Wal – Amazonia
- Garcelle Beauvais – Belle
- Rodney A. Grant – Hudson
- Derek Mears – Metal Head (no acreditado)

## Producción
En 1992, la revista Variety anunció que Warner Bros. estaba interesada en conseguir los derechos de la serie de televisión The Wild Wild West, y había contratado a Richard Donner para dirigir una adaptación cinematográfica de la serie, escrita por Shane Black y protagonizada por Mel Gibson en el papel de Jim West (Donner había dirigido tres episodios de la serie original). Sin embargo, Donner y Gibson abandonaron el proyecto para trabajar en una adaptación cinematográfica de Maverick, que fue estrenada en 1994. A pesar de ello, el proyecto continuó y en 1995 surgieron rumores de que Tom Cruise actuaría como protagonista. En lugar de ello, Cruise protagonizó una adaptación cinematográfica de Mission: Impossible el año siguiente. Will Smith y el director Barry Sonnenfeld se incorporaron al proyecto en febrero de 1997. Smith era fan de la serie original, y renunció al papel de Neo en The Matrix para participar en esta película, lo que años más tarde consideraría como el mayor error de su carrera.
Warner Bros. quería que George Clooney interpretara a Artemus Gordon, mientras Kevin Kline, Matthew McConaughey y Johnny Depp también fueron considerados para el papel. S. S. Wilson y Brent Maddock (guionistas de Cortocircuito y Tremors) fueron contratados para escribir el guion entre abril y mayo de 1997. Clooney fue contratado en agosto tras renunciar a un papel en Jack Frost mientras Jeffrey Price y Peter S. Seaman (guionistas de ¿Quién engañó a Roger Rabbit? y Doc Hollywood) hacían reescrituras del guion. El rodaje tenía previsto comenzar en enero de 1998, pero fue retrasado al 22 de abril. En diciembre de 1997, Clooney abandonó la película debido a diferencias con Sonnenfeld. Clooney declaró: "Finalmente, todos hemos decidido que antes que dañar este proyecto tratando de adaptar el papel para mí, era mejor dar un paso a un lado y dejarles que escojan a otra persona".
Phina Oruche fue seleccionada para el papel de Belle, la mujer que aparece junto a West en la escena inicial de la película. Sin embargo, se consideró que no había suficiente química entre ella y Will Smith, por lo que las escenas se rodaron de nuevo con Garcelle Beauvais en su lugar. Oruche no supo que sus escenas habían sido eliminadas hasta el momento del estreno de la película.
Robert Conrad, intérprete de Jim West en la serie de televisión, fue contactado para realizar un cameo interpretando al presidente Ulysses S. Grant. Sin embargo, Conrad se negó tras leer el guion, considerándolo de baja calidad y con muy poca fidelidad a la serie.

### Guion
La película hizo varios cambios significativos respecto de la serie original. El personaje antagonista, el Dr. Loveless (interpretado por Kenneth Branagh), pasó de ser un enano a un hombre sin piernas que usa una silla de ruedas a vapor (similar a la que usa uno de los villanos en un episodio de la serie); su nombre pasó de Miguelito a Arliss y fue convertido en un confederado que busca vengarse de los Estados Unidos tras su derrota en la Guerra de Secesión. Kevin Kline interpreta a Artemus Gordon, que es similar al personaje original interpretado por Ross Martin en la serie original. En la película, Gordon crea inventos más extravagantes, cómicos e imposibles que los que creaba Gordon en la serie y mantiene una rivalidad con West durante la mayor parte de la historia, mientras que en la serie West y Gordon eran grandes amigos. Aunque Gordon también se hacía pasar por el presidente Grant en varios episodios de la serie, ambos personajes no eran interpretados por el mismo actor, como sí ocurre en la película. Jim West era interpretado por Robert Conrad, un actor caucásico, mientras que en la película es interpretado por Will Smith, un afroamericano. Este es un elemento relevante en la película, ya que los padres de West fueron víctimas de una matanza de esclavos llevada a cabo por Loveless.
Jon Peters produjo la película junto a Barry Sonnenfeld. En un encuentro con fans en 2002, el guionista Kevin Smith habló de su experiencia trabajando con Peters en la fallida película Superman Lives en 1997, y reveló que Peters impuso tres exigencias en el guion. La primera era que Superman no llevara su traje; la segunda, que Superman no volara; y la tercera, que luchase contra una araña gigante en el tercer acto de la película. Cuando Tim Burton se unió al proyecto, el guion de Smith fue descartado y la película no llegó a realizarse debido a diversas complicaciones posteriores. Un año más tarde, Smith descubrió que en Wild Wild West, coproducida por Peters, aparecía una araña mecánica gigante al final. Neil Gaiman reveló que Peters también insistió en incluir una araña gigante en una posible adaptación cinematográfica de The Sandman.

### Rodaje
El rodaje iba a comenzar en enero de 1998, pero se retrasó a abril debido a las reescrituras del guion.
Las secuencias interiores en los trenes de Artemus Gordon y el Dr. Loveless fueron filmadas en los estudios de Warner Bros. en Burbank (California). Las secuencias exteriores de los trenes fueron filmadas en Idaho. La mayor parte de la película fue filmada en Santa Fe (Nuevo México).
Varias escenas volvieron a rodarse para darles un mayor nivel de comedia, después de que las primeras proyecciones de prueba no dieran el resultado esperado.

## Banda sonora
La banda sonora de la película, incluido el tema principal, fue compuesta por Elmer Bernstein, compositor de varias bandas sonoras de películas del género western como The Magnificent Seven. La banda sonora sigue principalmente la tradición sinfónica propia del wéstern, y al mismo tiempo reconoce el tono anacrónico de la película utilizando un estilo más contemporáneo, con percusiones de rock y el uso del órgano electrónico. La banda sonora también incorpora brevemente el tema musical de la serie de televisión, compuesto por Richard Markovitz (aunque no es acreditada en la película ni aparece en el álbum); irónicamente, la música fue uno de los pocos elementos que era fiel a la serie original, que tampoco dio crédito a Markovitz por el tema musical. Algunas partes adicionales de la banda sonora, fueron compuestas por el hijo de Bernstein, Peter, mientras que su hija Emilie realizó labores de orquestación y producción.
Como en la mayoría de sus películas de la época, Will Smith grabó una canción de hip hop basada en el argumento de la película y titulada también Wild Wild West. Fue número uno en las listas musicales de Estados Unidos, pero también ganó el premio Razzie a la peor canción original. Fue producida por Rob Fusari, quien tomó una muestra de la canción de Stevie Wonder I Wish, publicada en 1976. La canción también incorpora coros del grupo de R&B Dru Hill, y fue un vehículo al estrellato para el vocalista principal del grupo, Sisqó. El rapero old school Kool Moe Dee ya había grabado una canción titulada Wild Wild West en 1987, y repitió el estribillo de aquella canción en esta otra. Smith, Dee, Dru Hill y Sisqo interpretaron la canción en los MTV Movie Awards de 1999, y Wonder interpretó una repetición del estribillo al piano.

### Lista de pistas
Todas las canciones escritas y compuestas por Elmer Bernstein, excepto donde se indica lo contrario. 
| N.º   | Título                                                           | Duración |  |
| 1.    | «Main Title»                                                     | 3:00     |  |
| 2.    | «West Fights»                                                    | 1:14     |  |
| 3.    | «Dismissal»                                                      | 2:13     |  |
| 4.    | «East Meets West»                                                | 1:15     |  |
| 5.    | «Of Rita, Rescue and Revenge»                                    | 5:43     |  |
| 6.    | «Trains, Tanks and Frayed Ropes» (Compuesta por Peter Bernstein) | 4:03     |  |
| 7.    | «The Cornfield»                                                  | 1:09     |  |
| 8.    | «Loveless's Plan»                                                | 4:45     |  |
| 9.    | «Goodbye Loveless» (Compuesta por Peter Bernstein)               | 4:33     |  |
| 10.   | «Ride the Spider»                                                | 2:14     |  |
| 30:12 |                                                                  |          |  |

## Recepción
Wild Wild West recibió reseñas mayoritariamente negativas, tanto por parte de la crítica como de la audiencia. En el portal Rotten Tomatoes, la película posee una aprobación del 17%, basada en 131 reseñas, con una calificación de 4.1/10, mientras que de parte de la audiencia ha recibido una aprobación de 28%, basada en 464.209 votos, con una calificación de 2.7/5
La página Metacritic le ha dado a la película una puntuación de 38 de 100, basada en 25 reseñas, indicando "reseñas generalmente negativas". Las audiencias de CinemaScore le han dado una "C+" en una escala de A+ a F, mientras que en IMDb los usuarios le han dado una puntuación de 4.8/10, sobre la base de 139.657 votos.

### Premios y nominaciones

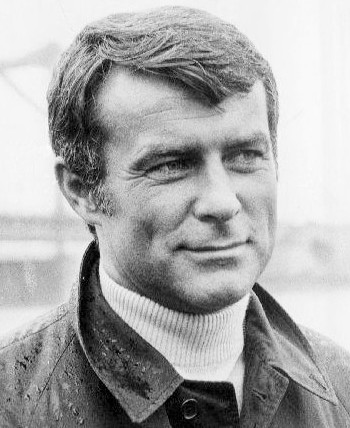
Robert Conrad, que interpretó a Jim West en la serie de televisión original, acudió a recoger personalmente tres de los Premios Golden Raspberry que obtuvo la película, para expresar su decepción hacia ella.

| Premios | Premios                                 | Premios                             | Premios                                                      | Premios   |
| Año     | Premio                                  | Categoría                           | Nominado(s)                                                  | Resultado |
| ------- | --------------------------------------- | ----------------------------------- | ------------------------------------------------------------ | --------- |
| 2000    | Premios Golden Raspberry (20.ª edición) | Peor película                       | Barry Sonnenfeld Jon Peters                                  | Ganadores |
| 2000    | Premios Golden Raspberry (20.ª edición) | Peor director                       | Barry Sonnenfeld                                             | Ganador   |
| 2000    | Premios Golden Raspberry (20.ª edición) | Peor guion                          | S. S. Wilson Brent Maddock Jeffrey Price Peter S. Seaman     | Ganadores |
| 2000    | Premios Golden Raspberry (20.ª edición) | Peor actor                          | Kevin Kline                                                  | Nominado  |
| 2000    | Premios Golden Raspberry (20.ª edición) | Peor actor de reparto               | Kenneth Branagh                                              | Nominado  |
| 2000    | Premios Golden Raspberry (20.ª edición) | Peor actriz de reparto              | Salma Hayek                                                  | Nominada  |
| 2000    | Premios Golden Raspberry (20.ª edición) | Peor actriz de reparto              | Kevin Kline (como prostituta)                                | Nominado  |
| 2000    | Premios Golden Raspberry (20.ª edición) | Peor pareja                         | Will Smith Kevin Kline                                       | Ganadores |
| 2000    | Premios Golden Raspberry (20.ª edición) | Peor canción original               | Stevie Wonder Kool Moe Dee Will Smith                        | Ganadores |
| 2000    | Kids Choice Awards (13.ª edición)       | Actor de película favorito          | Will Smith                                                   | Nominado  |
| 2000    | Kids Choice Awards (13.ª edición)       | Canción de película favorita        | Will Smith (por "Wild Wild West")                            | Ganador   |
| 2000    | Blockbuster Entertainment Awards        | Actriz de reparto favorita - Acción | Salma Hayek                                                  | Ganadora  |
| 2000    | Blockbuster Entertainment Awards        | Equipo de acción favorito           | Will Smith Kevin Kline                                       | Nominados |
| 2000    | Blockbuster Entertainment Awards        | Villano favorito                    | Kenneth Branagh                                              | Nominado  |
| 2000    | Blockbuster Entertainment Awards        | Canción favorita de película        | Enrique Iglesias (Bailamos)                                  | Nominado  |
| 2000    | Blockbuster Entertainment Awards        | Canción favorita de película        | Will Smith ("Wild Wild West")                                | Nominado  |
| 2000    | Premios ASCAP                           | Música de película más taquillera   | Elmer Bernstein                                              | Ganador   |
| 2000    | Premios ASCAP                           | Canción más popular de una película | Stevie Wonder Kool Moe Dee Will Smith (por "Wild Wild West") | Ganadores |
| 2000    | ALMA Awards                             | Mejor actriz de película            | Salma Hayek                                                  | Nominada  |